# Damir Kahriman
Damir Kahriman (en serbe en écriture cyrillique : Дамир Кахриман), né le 19 novembre 1984 à Titovo Užice en Yougoslavie (auj. en Serbie), est un footballeur serbe, évoluant au poste de gardien de but à l'Étoile rouge de Belgrade et en équipe de Serbie.

## Carrière
- 2001-2003 : FK Sloboda Užice  Serbie-et-Monténégro
- 2003-2004 : Javor Ivanjica  Serbie-et-Monténégro
- 2004-décembre 2005 : FK Zemun  Serbie-et-Monténégro
- jan. 2006-décembre 2007 : FK Vojvodina Novi Sad  Serbie
- jan. 2008-2008 : Konyaspor  Turquie
- 2008-2009  : FK Rad Belgrade  Serbie
- 2009-déc. 2010 : Habitfarm Ivanjica  Serbie
- jan. 2011-2014 : Tavria Simferopol  Ukraine
- depuis 2014 : Étoile rouge de Belgrade  Serbie

## Palmarès
- Champion de Serbie en 2016 et 2018 avec l'Étoile rouge de Belgrade